# كينيتشي إندو
كينيتشي إندو (باليابانية: 遠藤 憲一) هو كاتب سيناريو وممثل ياباني، ولد في 28 يونيو 1961 بشيناغاوا في اليابان.

## أعمال

### أفلام
- (2000)  طيور
- (2004) لا أحد يعلم[5]
- (2014)  بيراندال[6]

## وصلات خارجية
- كينيتشي إندو على موقع IMDb (الإنجليزية)
- كينيتشي إندو على موقع ألو سيني (الفرنسية)
- كينيتشي إندو على موقع أول موفي (الإنجليزية)
- كينيتشي إندو على موقع قاعدة بيانات الفيلم (الإنجليزية)
- كينيتشي إندو على موقع كينوبويسك (الروسية)